# OpenRC
OpenRC es un sistema de inicio (de tipo dependencia) para sistemas Linux mantenido por los desarrolladores de Gentoo, que trabaja con el programa init instalado, normalmente SysVinit. Sin embargo, no es un reemplazo para SysVinit.

## Distribuciones
OpenRC es el sistema de init por defecto de Gentoo, Alpine Linux, Hyperbola GNU/Linux-libre, Parábola GNU/Linux-libre, Artix Linux, Maemo Leste, TrueOS, Funtoo y otros sistemas tipo Unix, mientras que otros como Devuan lo ofrecen como opción. Eso significa que los paquetes de software y los demonios de esos sistemas/distribuciones lo soportan, viniendo con los scripts disponibles o utilizándolos.